# Gutmanova jama
Gutmanova jama (latvijsko Gūtmaņa ala) je najširša in najvišja jama v baltskih državah. Je ob reki Gauji v narodnem parku Sigulda v Latviji. Oblikovati se je začela pred več kot 10 000 leti, ko je talina po ledeni dobi erodirala peščenjak. Je najstarejša turistična atrakcija v Latviji. Na stenah jame so napisi iz 17. stoletja. Vv tej jami se je začela legenda o vrtnici Turaida.

## Opis
Gutmanova jama je najširša in najvišja jama na Baltiku. Globoka je 18,8 metra, širok 12 metrov in visok 10 metrov. Jama je nastala iz rumeno rjavega peščenjakovega klifa ob reki Gauja; njen nastanek je posledica tisočletne interakcije med reko in podzemnim izvirom.
Jama velja za najstarejšo turistično atrakcijo v Latviji, saj so obiskovalci že od najzgodnejših dni na stenah jame zapustili vzrezana imena, začetnice in datume njihovih obiskov. Znotraj jame so grbi in imena različnih baronov in posestnikov. To so naročili za plačilo lokalnim obrtnikom, ki so bogate obiskovalce v bližini jame čakali oboroženi z orodjem, kleščami in šablonami. Pisanje po jamskih stenah ni več dovoljeno, saj je mesto zaščiten arheološki in geološki spomenik.
Po lokalni ljudski legendi vodni izvir iz jame predstavlja solze žene livskega poglavarja Rindaugsa. Zgodba pripoveduje, da je poglavar zakopal svojo nezvesto ženo na peščenem bregu reke Gauja. Uboga ženska, pretresena zaradi krive obdolžitve, je jokala tako močno, da so solze odtekale iz velike jame. Do danes naj bi imela izvirska voda zdravilne lastnosti. Druga zgodba razlaga, kako je jama dobila ime: pred časom je v jami živel dober človek in uporabljal izvirsko vodo za zdravljenje ljudi. Gut mann v nemščini pomeni 'dober človek'.
Gutmanova jama je kraj starodavnega čaščenja. Do 19. stoletja so ljudje prihajali, da bi bogovom dali svoje daritve. Kraj je znan tudi po številnih dolgorajnih legendah.

## Legenda o Vrtnici iz Turaide
Legenda pravi, da je spomladi 1601 med poljsko-švedskimi vojnami švedska vojska zasedla grad Turaida. Po bitki je stanovalec gradu, po imenu Greif, med mrtvimi trupli našel deklico, staro le nekaj tednov. Vzel jo je in vzgojil kot hčer. Zgodilo se je meseca maja, zato jo je poimenoval Maija / maj. Ko so leta minila, je deklica zrasla v lepo mlado dekle in zaradi svoje lepote so jo poimenovali Vrtnica Turaida. Njen zaročenec Victor Hail je bil vrtnar na gradu Sigulda na nasprotni strani reke Gauja in ob večerih sta se srečala v Gutmanovi jami.
Poljski dezerter Jakubovski si je Maijo poželel, in hotel da se poroči z njim, vendar je deklica zavrnila njegov predlog. To je razjezilo Jakubovksyja in odločil se je, da jo bo vzel na silo. Poslal je svojega kolega dezerterja Skudritisa z lažnim sporočilom od Victorja, ki ji je rekel, naj pride na običajno srečanje, vendar ob drugem času. Ko je deklica prispela in ugotovila, da je ujeta, se je odločila umreti, namesto da bi se osramotila. Takrat so ljudje verjeli v moč magije. Maija je imela okoli vratu rdeč svilen šal, Viktorjevo darilo. Ponudila je ta šal, ki je, kot je dejala, imel čarobno moč in ga je bilo nemogoče prerezati, v zameno za izpustitev. Jacubovkega je spodbudila, naj preizkusi šal in uporabi svoj meč, da vidi, če govori resnico. Sprva je Jakubovski okleval, potem pa je s polno silo zarezal le, da bi videl, ali se dekle zruši. Jakubovky je v strahu pred kaznijo za svoje dejanje pobegnil v gozd in se obesil. Kasneje te noči je Victor v votlini našel svojo ljubezen umorjeno in na pomoč odšel k Turaidi. V naglici je na kraju dogodka izgubil sekiro in bil na koncu obtožen umora in obsojen na smrt. Vendar je potek dogodkov spremenil Skudritis, ki je spremljal Jakubovskega in videl, kaj se je zgodilo. Na sodišču je povedal, čemu je bil priča, Victor pa je bil oproščen. Deklico so pokopali na pokopališču pri cerkvi Turaida. Dolgo časa je veljalo, da je bila ta zgodba žalostna legenda, sredi 19. stoletja pa je sodni arhiv v Vidzemu razkril prepis primera umora Maije v Gutmanovi jami iz avgusta 1620. Ta starodavna legenda je vodila mnoge umetnike, da so ustvarjali dela v znak pobožnosti Vrtnice iz Turaide in moči ljubezni.
Tik ob Gutmanovi jami je manjša Victorjeva jama. Zgodba pravi, da je Victor Hail skopal to jamo za svojo zaročenko, Vrtnico iz Turaide, da ga je lahko opazovala pri delu na vrtovih gradu Sigulda.
Zgodba o Maiji in Viktorju je podobna zgodbi Romea in Julije, zato je Sigulda včasih znana kot 'Mesto ljubezni'.